# حلقه‌ها (فیلم ۲۰۰۵)
«حلقه‌ها» (انگلیسی: Rings) فیلمی در ژانر ترسناک به کارگردانی جاناتان لیبسمن است که در سال ۲۰۰۵ منتشر شد. از بازیگران آن می‌توان به رایان مریمان، امیلی ونکمپ، و الکساندرا برکنریج اشاره کرد.